# 大卫·克罗夫特

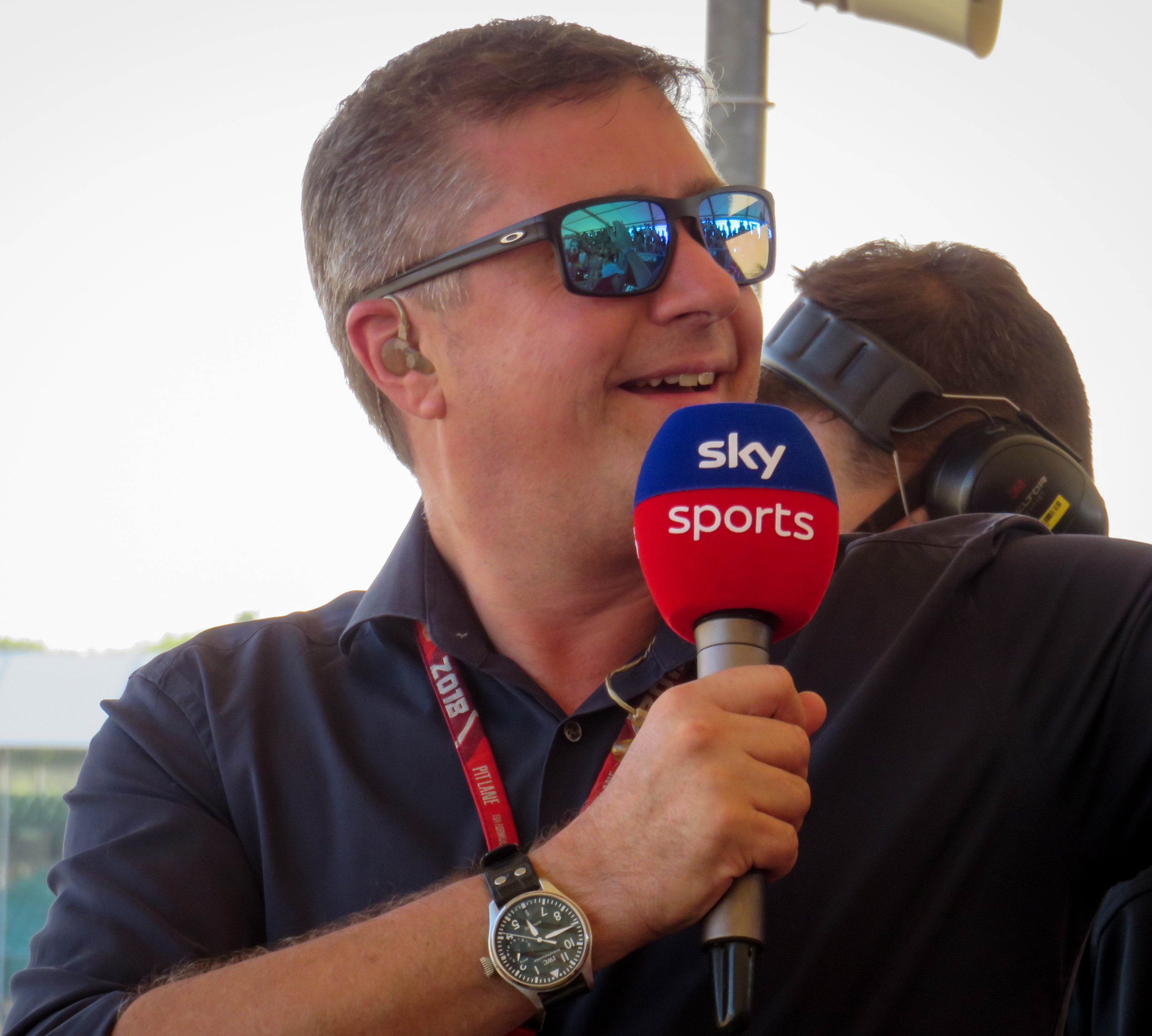
大卫·克罗夫特

大卫·迈克尔·克罗夫特（David Michael Croft，1970年6月19日—），是英国天空體育台的播音员。生於斯蒂夫尼奇。他起初在BBC工作，並报道了2002年國際足協世界盃和2004年夏季奥林匹克运动会。他自2012年起担任天空体育台一级方程式赛车賽事的首席评论员。 